# Orbs

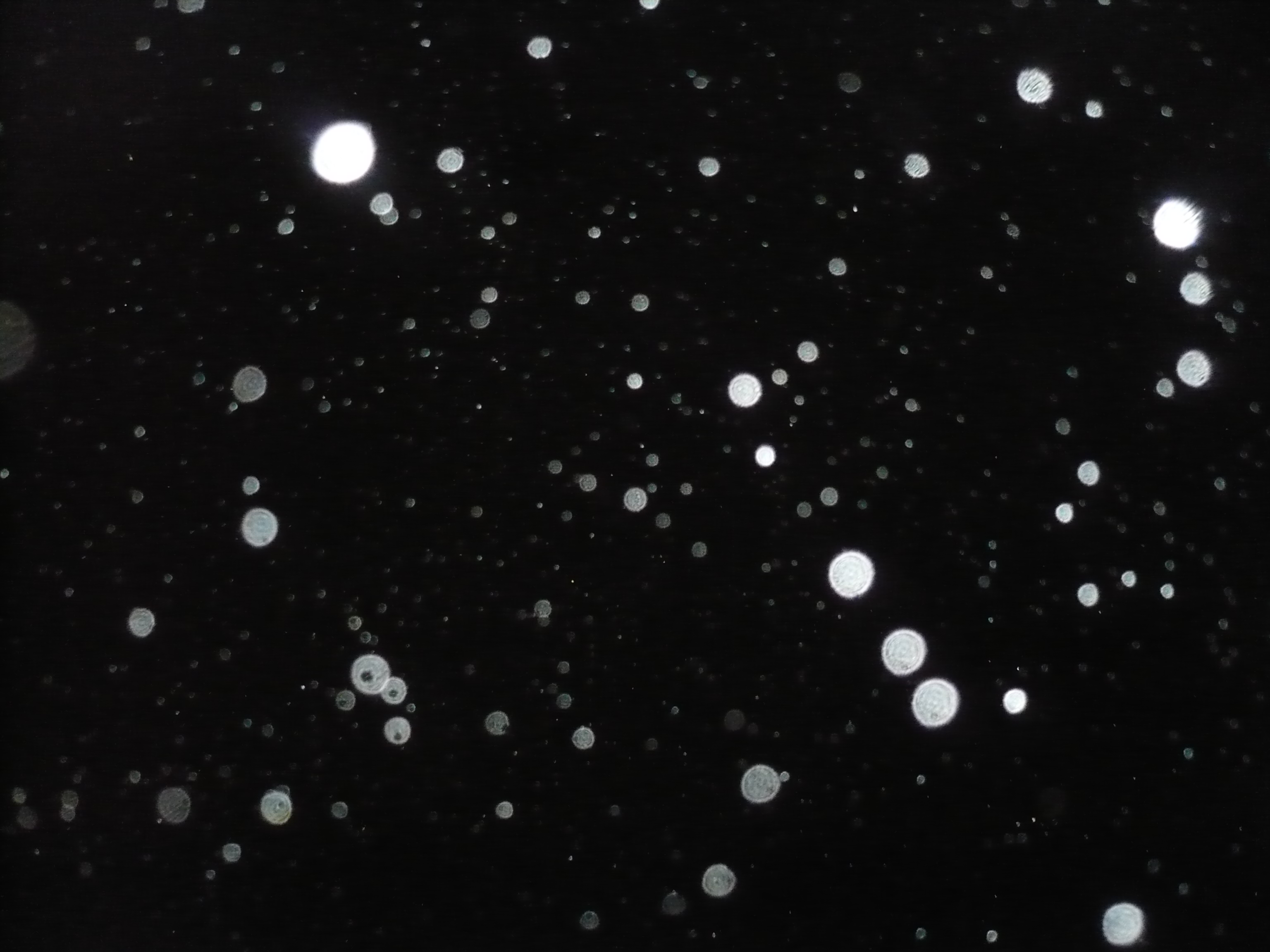
Orbs de lluvia de una nube nimbostratus en la noche.

El término Orbes u Orbs (del inglés orb) es el nombre popular dado a anomalías visuales inesperadas que aparecen en fotografías y vídeos; el término técnico es artefacto. Estas anomalías suelen ser redondas y luminosas, y sus causas más habituales son la suciedad en la lente o sensor de la cámara, el efecto retrorreflector de un flash o de luces en alguna partícula en suspensión (polen, gotas de agua, polvo, insectos...) que provoca que la luz reverbere ocasionando aberraciones ópticas.
Sin embargo, a veces el fenómeno se presenta en ciertos ambientes donde la explicación anterior queda descartada. Han quedado registrados numerosos eventos donde el comportamiento de estas luminiscencias es anómalo, por ejemplo, se mueven en dirección contraria a las corrientes de aire, como harían las partículas de polvo, polen o agua; giran y se disparan a velocidades súbitas; aparecen o se esfuman ante la cámara, etc. Algunos investigadores han atribuido estas características a circunstancias paranormales que aún no tienen una explicación conocida.

## Explicación
La aparición de la mayoría de los orbes suele atribuirse al efecto de backscatter o retrodispersión de los flashes utilizados en cámaras fotográficas, en especial cámaras compactas, que lo tienen demasiado cerca del objetivo. No son más que partículas en suspensión desenfocadas, y su forma es circular debido a la difracción y la forma del objetivo; el fenómeno se produce más fácilmente con las cámaras compactas digitales, que tienen el flash más cerca del ojo de la cámara (más en el eje), mientras que en cámaras SLR los orbes aparecen con mayor dificultad. Ningún tipo de cámara (digital o no) es totalmente inmune a este fenómeno.
Un gran número de fotos de "orbes" comparten algunas características comunes:
- Son tomadas con cámaras digitales compactas.
- Se disparan en ambiente oscuro.
- Se emplea flash.
- Se obtienen en entornos con polvo, polen, insectos, nieve, o gotas finas o partículas líquidas en suspensión invisibles para el ojo humano.

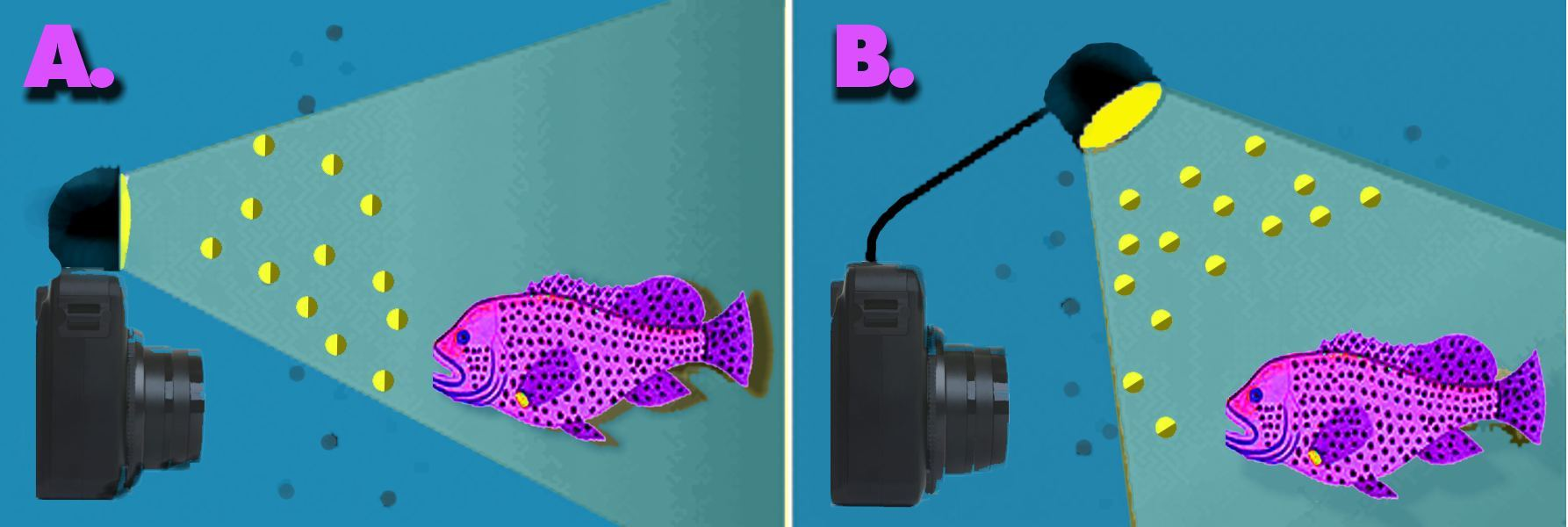
Reconstrucción de dos condiciones posibles para la aparición de un orbe bajo el agua: (A) muy posible o (B) menos posible, dependiendo del aspecto de las partículas y el ángulo de posición del flash frente a la lente (elementos no a escala).

La intensa luz emitida por el flash reverbera o se refleja en las partículas en el aire (polvo, polen, lluvia), que tienen forma similar a una esfera. Los rayos de luz emitidos por la lámpara afectan a la superficie exterior de las partículas en el lado frente a la cámara, y reflejan una gran parte la ampliación del área de acuerdo con un cono en el que cada haz tiene un ángulo de reflexión igual al doble del ángulo entre el rayo incidente y la normal a la superficie de la partícula. 
Hay algunas de estas esferas que parecen tener semejanza a caras humanas o de tipo mágicas lo cual no tiene explicación para la lógica humana, sino que parecen ser verdaderas entidades paranormales. 
Los orbs aparecen también en vídeo como imágenes esféricas luminosas que a veces dejan un trazo o rastro luminoso tras de sí. Algunos orbs se interpretan por algunos como plasmaciones de auras, ángeles, espíritus o energías.

## Ejemplos
Ejemplos de  orbs reflejando partículas sólidas y líquidas:

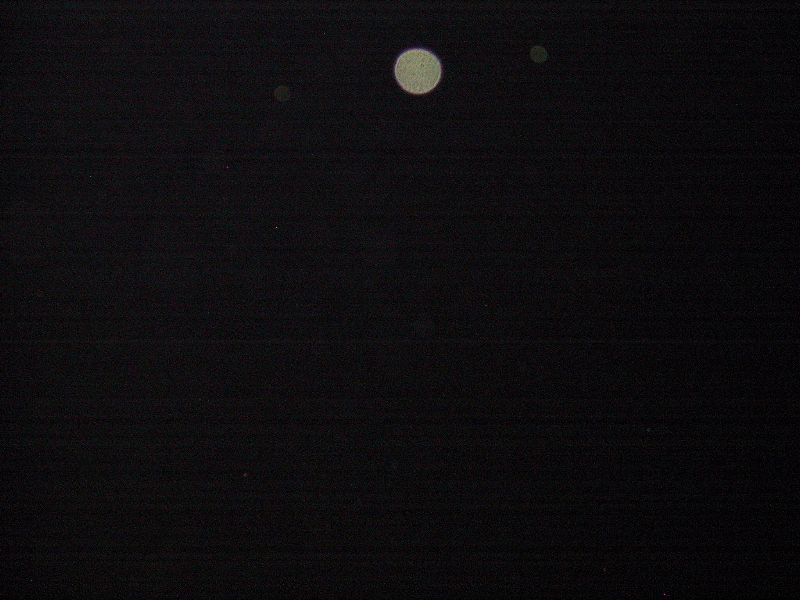
Orb de polvo
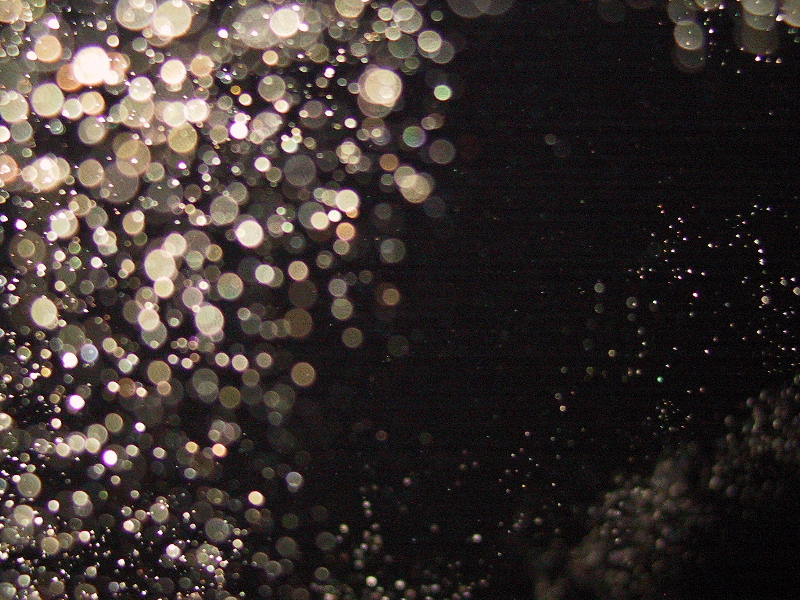
Orb de polvo
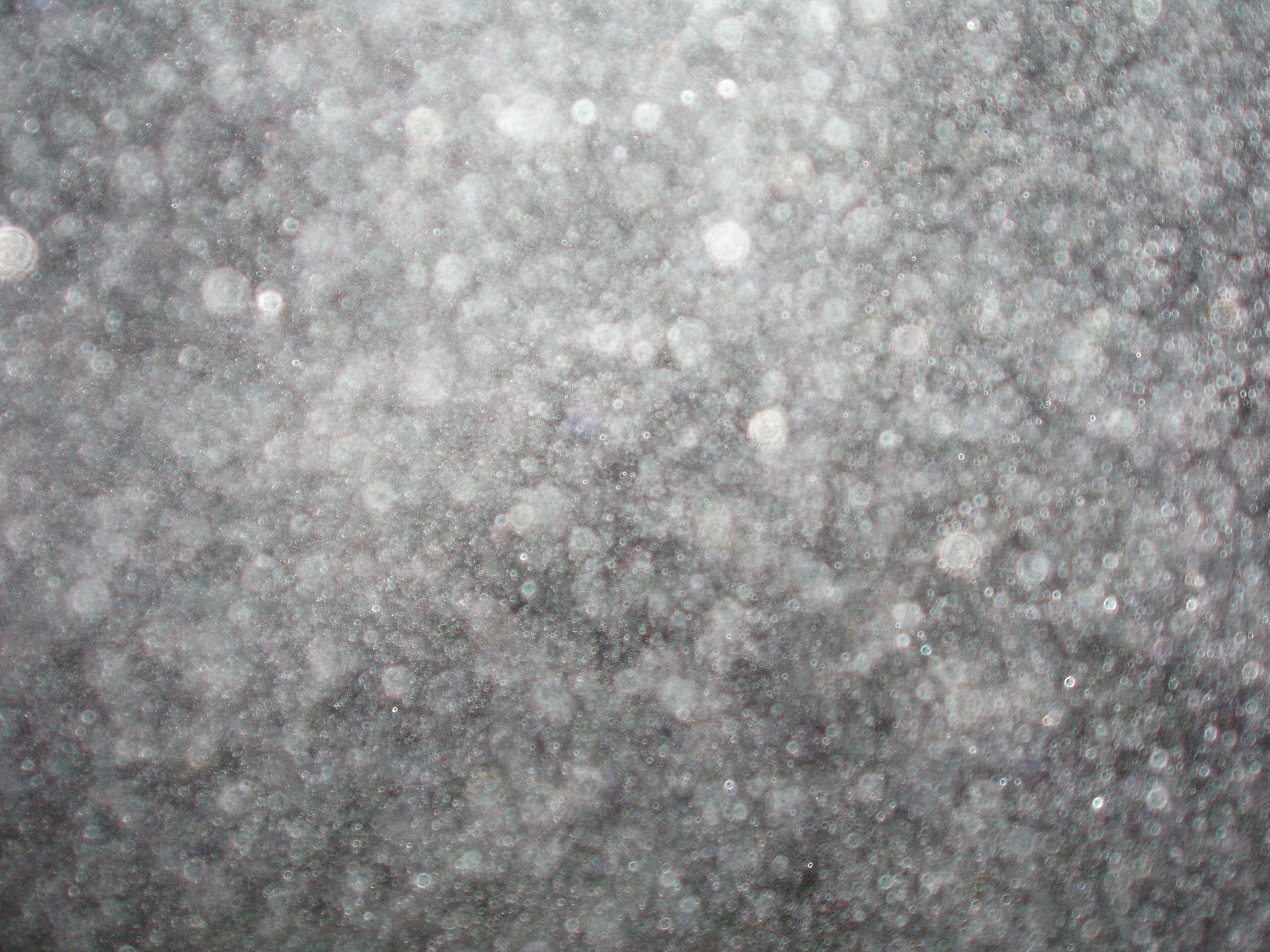
Polvo espeso de carbón
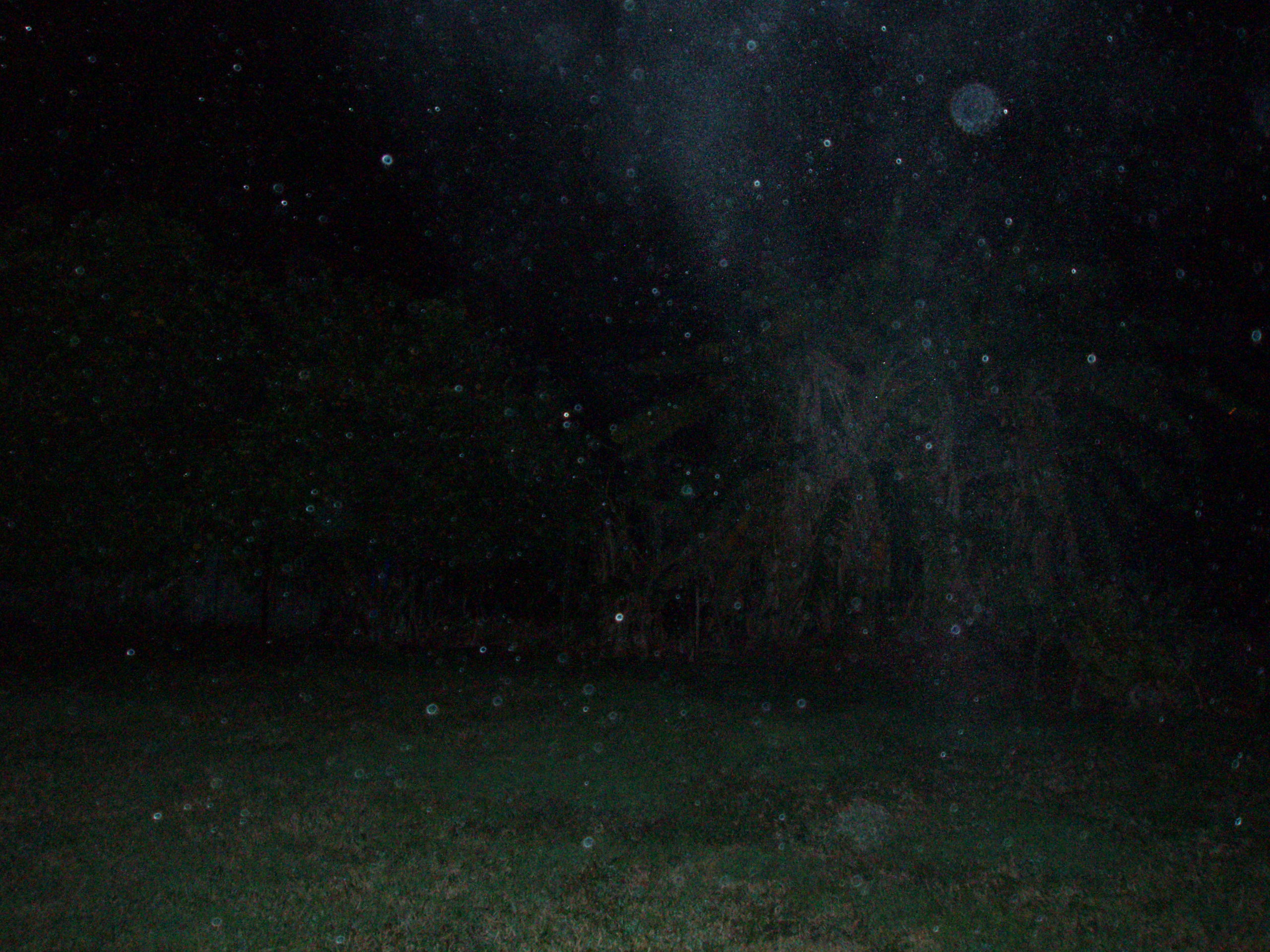
Polvo de carbón vegetal que flota en el aire
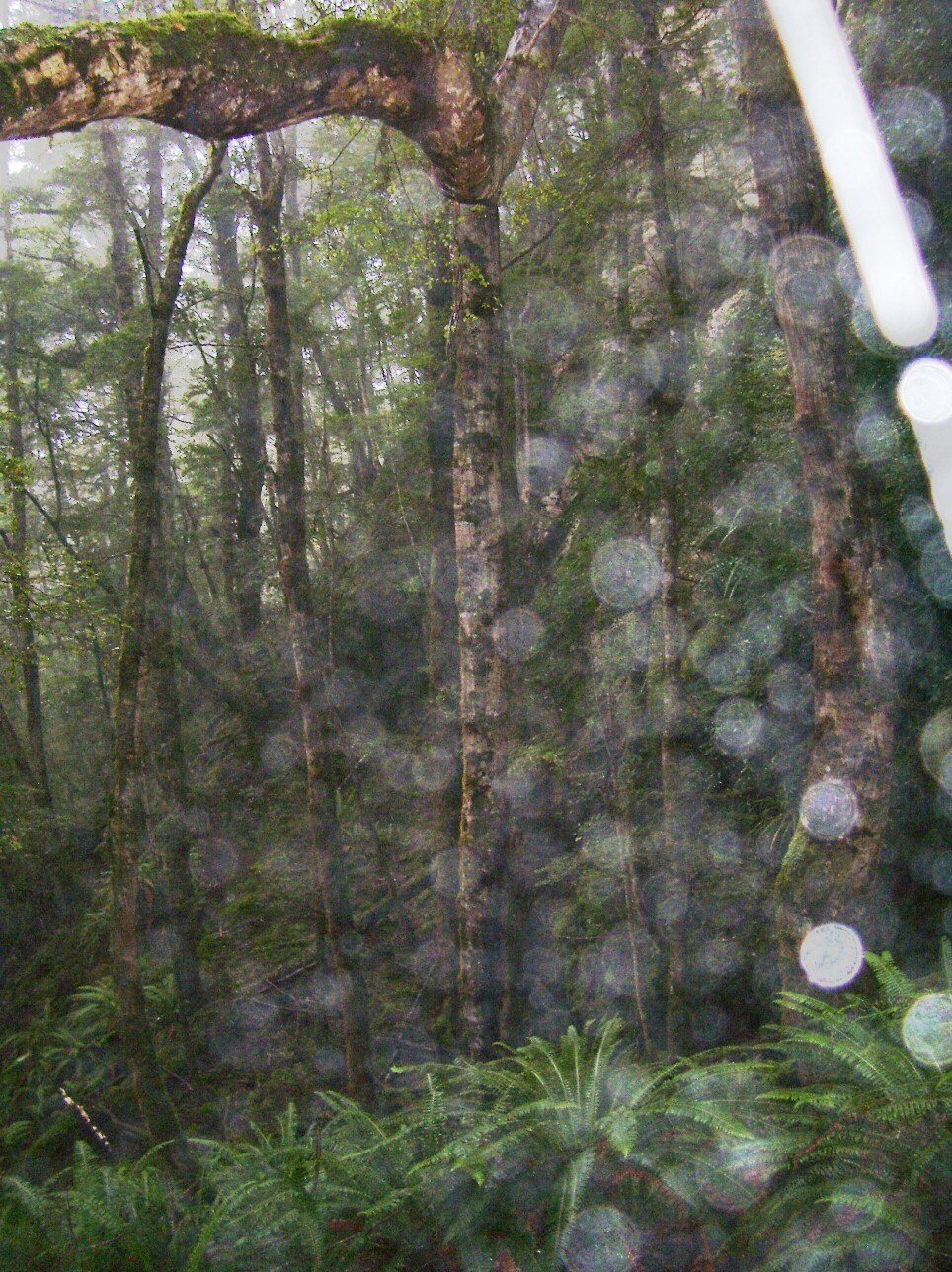
Orbs de bosque
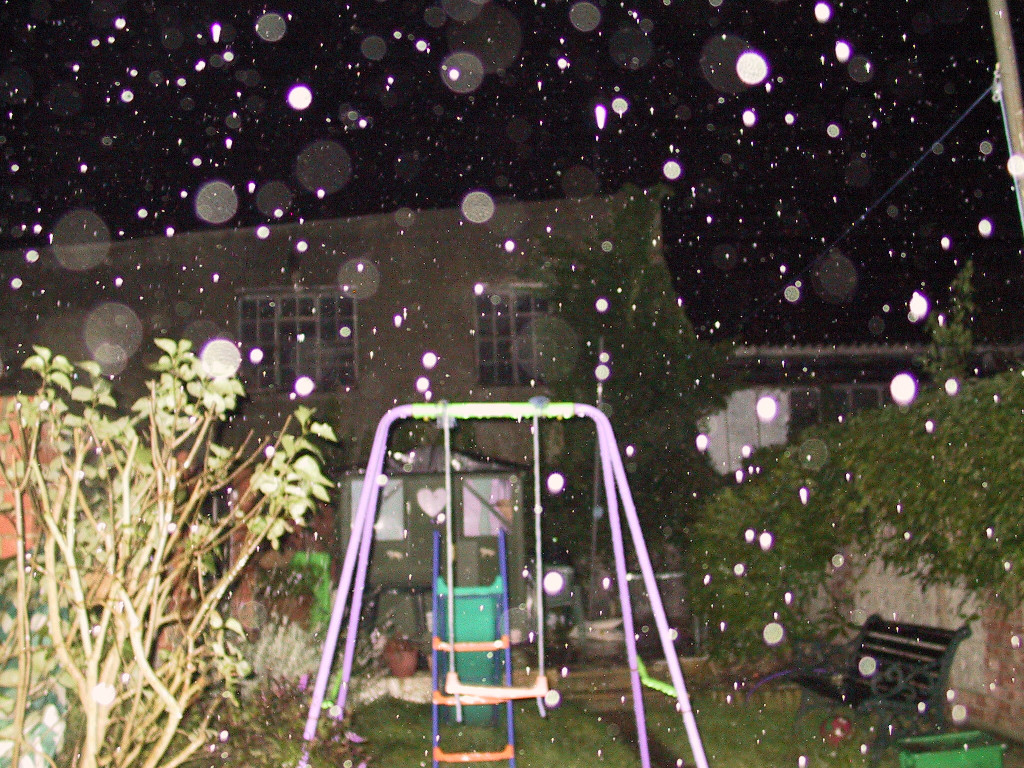
Orbs de lluvia, cámara enfocó (zoomed out)
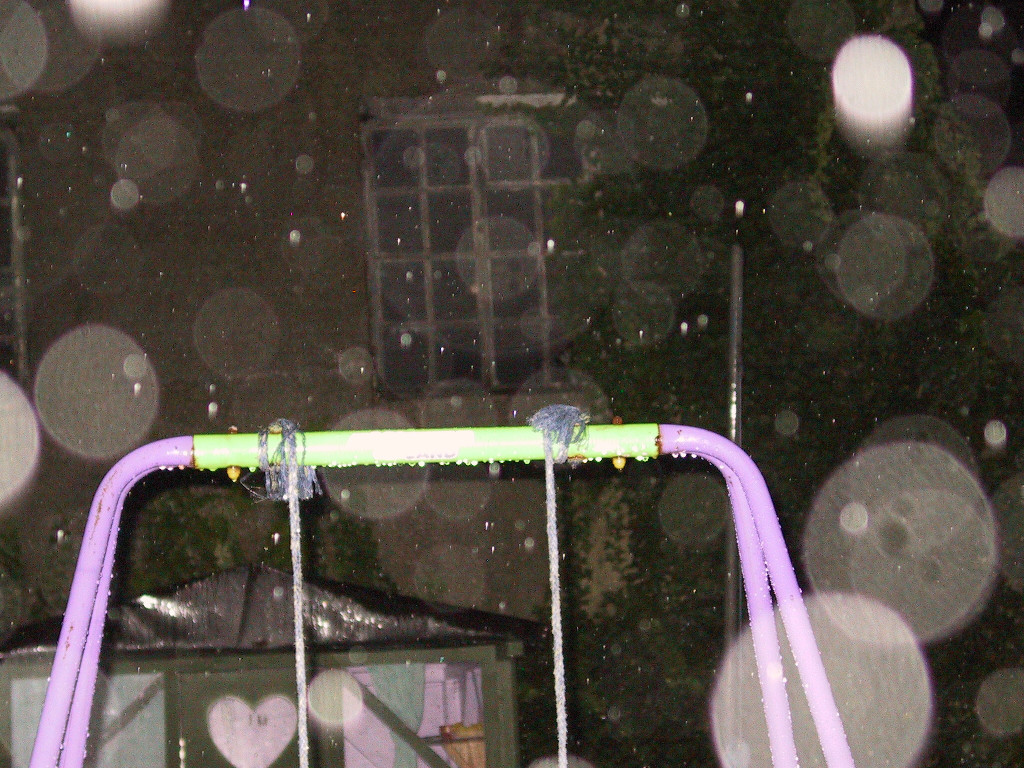
Orbs de lluvia, cámara enfocó  en zoomed in
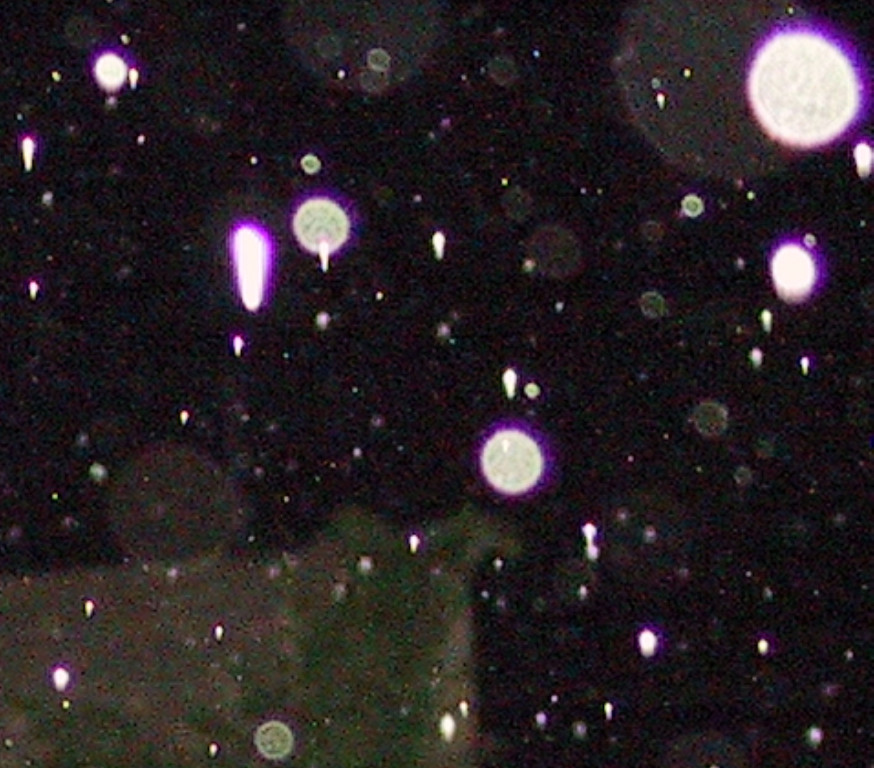
Esferas de la lluvia con coma y aberración cromática
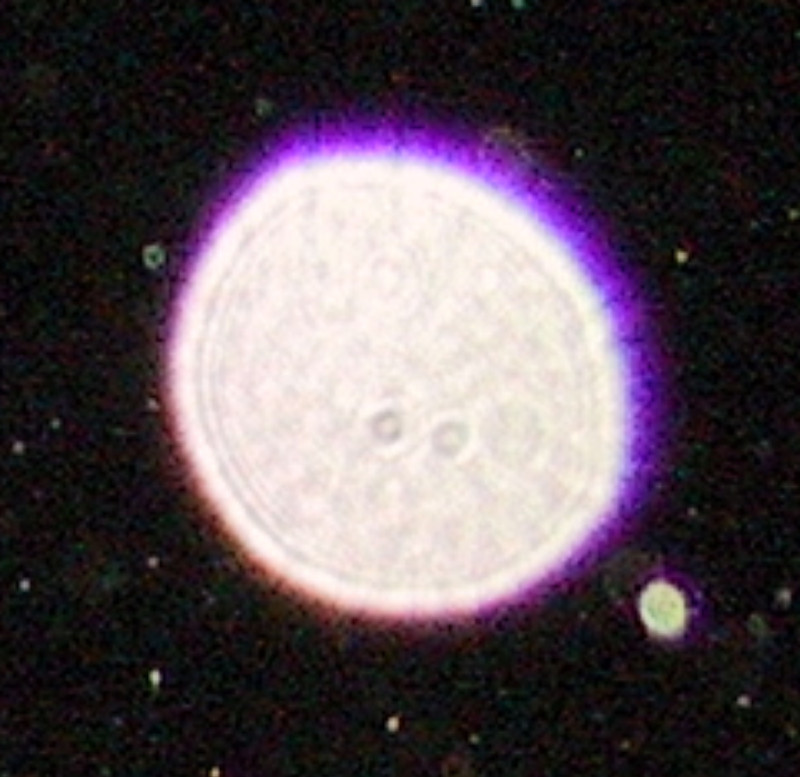
Cercano orb, mostrando bordes púrpura